# Liste de claviéristes de heavy metal

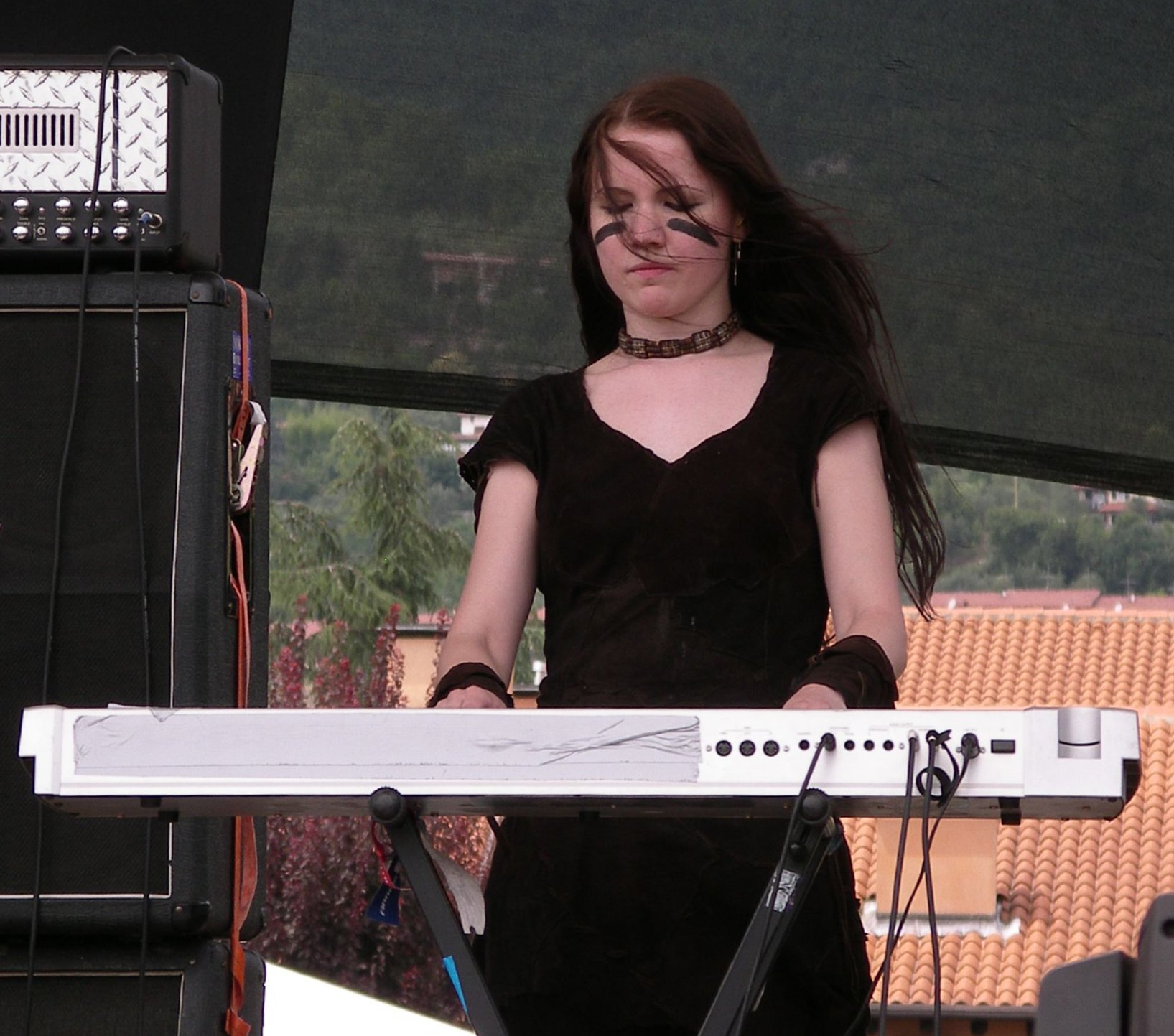
Meiju Enho avec Ensiferum

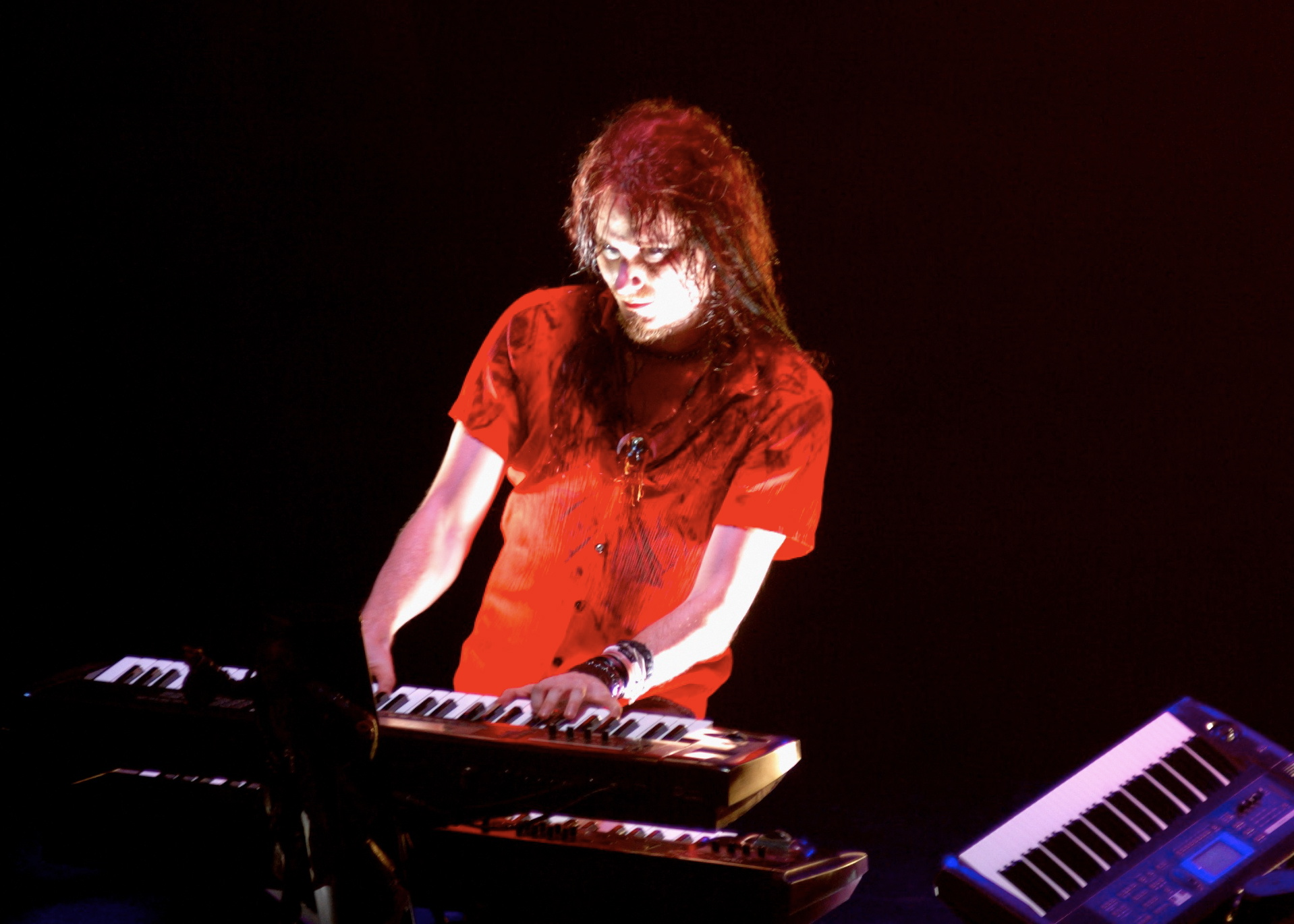
Tuomas Holopainen avec Nightwish

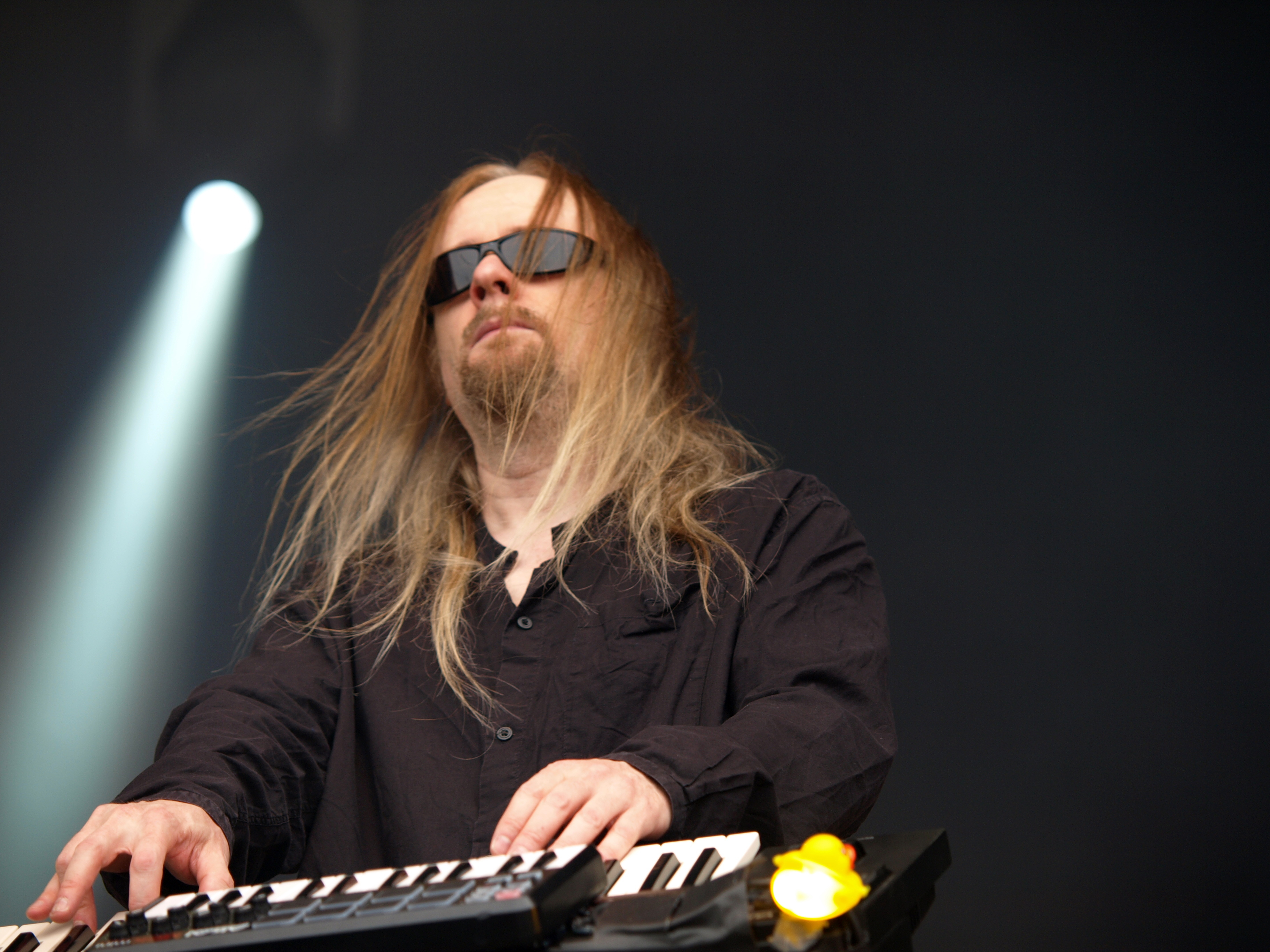
Jens Johansson avec Stratovarius

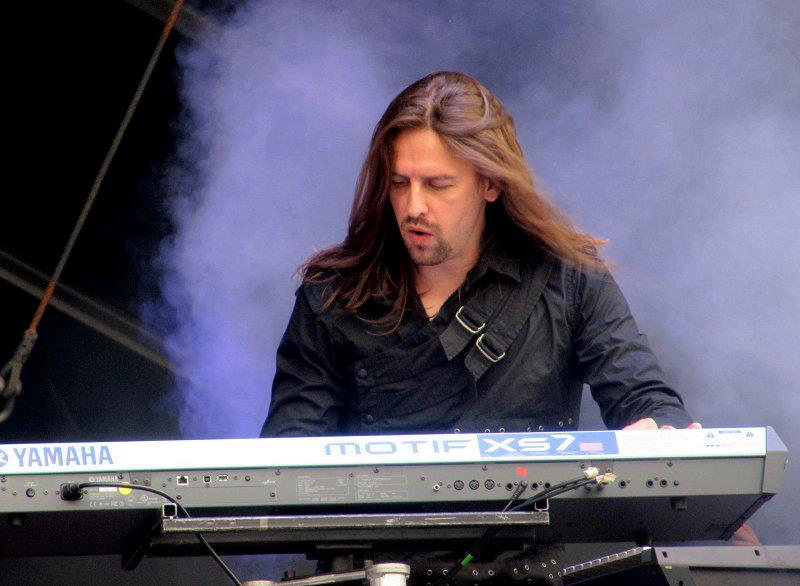
Oliver Palotai avec Kamelot

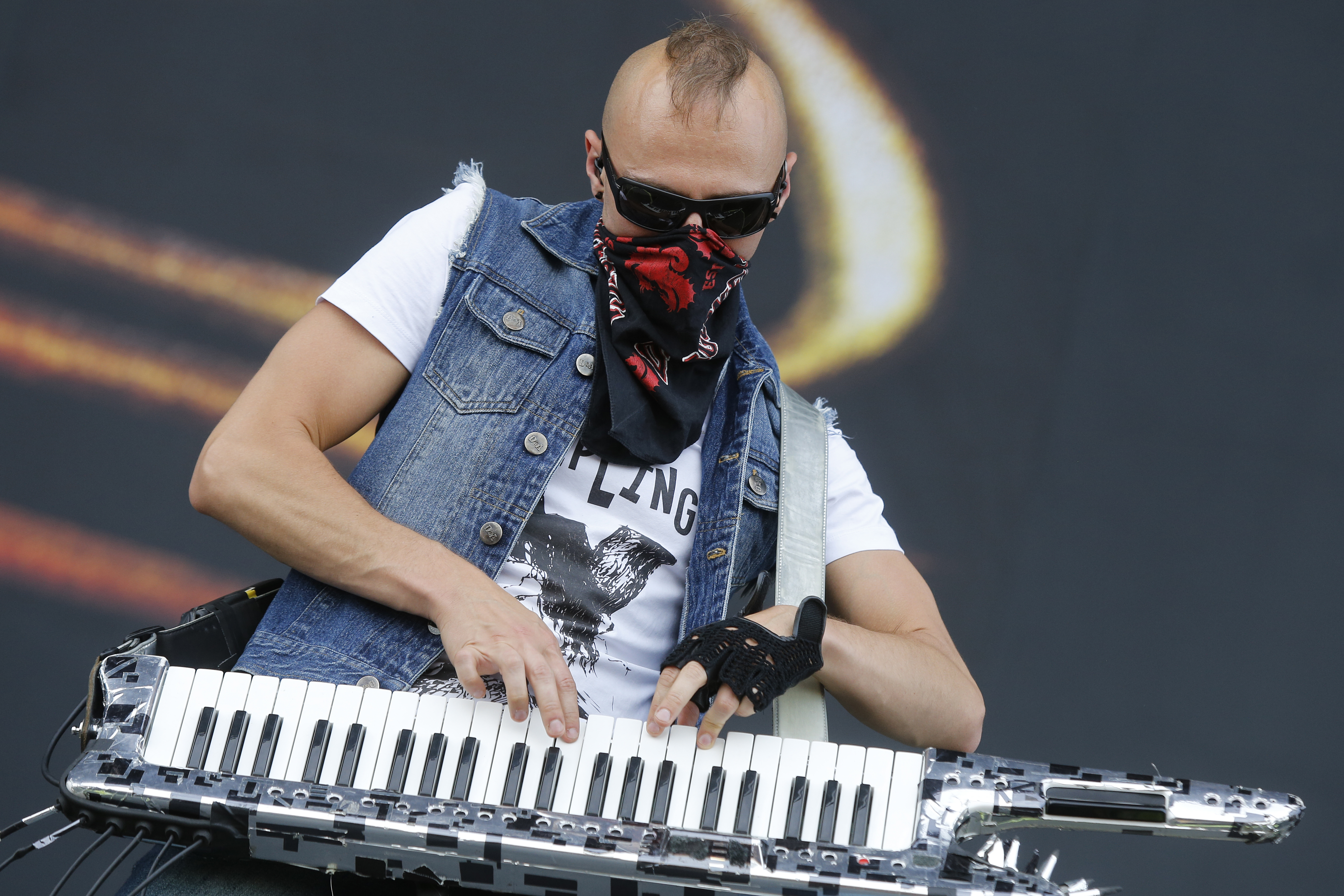
Vadym Proujanov avec DragonForce

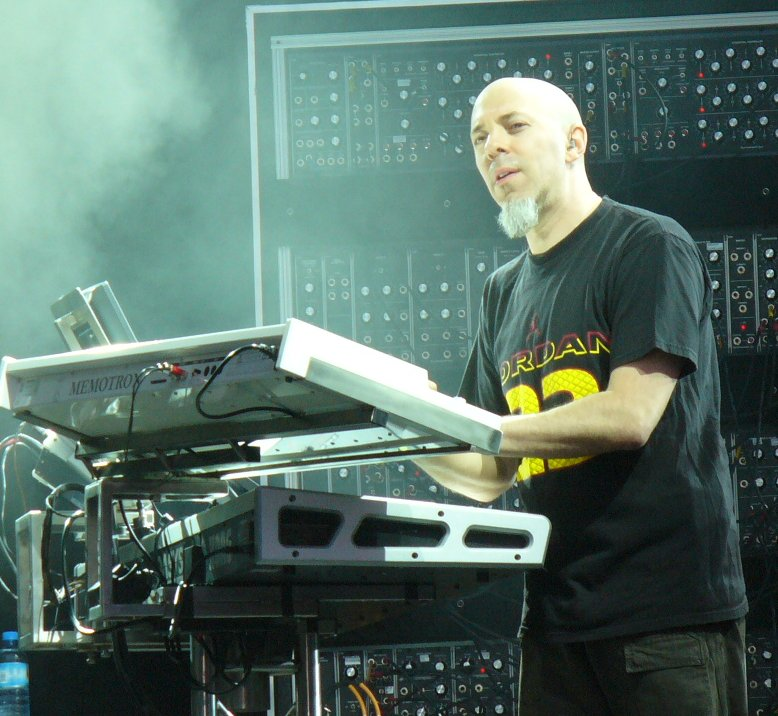
Jordan Rudess avec Dream Theater

Cet article est une liste de claviéristes de heavy metal, classés par ordre alphabétique. La première colonne comporte le nom des claviéristes tandis que la seconde liste leur pays d'origine.

## Liste
| Stian Aarstad      | Norvège     |
| Don Airey,         | Royaume-Uni |
| Awa                | Finlande    |
| Roddy Bottum       | États-Unis  |
| Charlie Clouser    | États-Unis  |
| Kevin Codfert      | France      |
| Alessandro Cortini | Italie      |
| Ashley Ellyllon    | États-Unis  |
| Meiju Enho         | Finlande    |
| Madonna Wayne Gacy | États-Unis  |
| Damien Gregori     | Irlande     |
| Mikko Härkin       | Finlande    |
| Tuomas Holopainen  | Finlande    |
| Tom Holkenborg     | Pays-Bas    |
| Ihriel             | Norvège     |
| Ihsahn             | Norvège     |
| Coen Janssen       | Pays-Bas    |
| Jens Johansson,    | Suède       |
| Michael Kenney     | États-Unis  |
| Henrik Klingenberg | Finlande    |
| Jon Lord,          | Royaume-Uni |
| Christian Lorenz   | Allemagne   |
| Mic Michaeli       | Suède       |
| Kevin Moore        | États-Unis  |
| Tony Moore         | Royaume-Uni |
| Mustis             | Norvège     |
| Geoff Nicholls     | Royaume-Uni |
| Jon Oliva          | États-Unis  |
| Ozzy Osbourne      | Royaume-Uni |
| Oliver Palotai     | Allemagne   |
| Michael Pinnella   | États-Unis  |
| Vadym Proujanov    | Ukraine     |
| Jordan Rudess      | États-Unis  |
| Tobias Sammet      | Allemagne   |
| Derek Sherinian    | États-Unis  |
| Silenius           | Autriche    |
| Josh Silver        | États-Unis  |
| Tim Sköld          | Suède       |
| Les Lecter Smith   | Royaume-Uni |
| Alex Staropoli     | Italie      |
| Peter Tägtgren     | Suède       |
| Devin Townsend     | Canada      |
| Chris Vrenna       | États-Unis  |
| Janne Wirman       | Finlande    |
| Sigurd Wongraven   | Norvège     |
| Eddy Wrapiprou     | Allemagne   |
| Zakk Wylde         | États-Unis  |